# Balázs István Balázs
Balázs István Balázs (Makó, 1985. augusztus 24. –) magyar operatőr.

## Életpályája
1985. augusztus 24-én született Makón.
2004-ben végezte el a  Dunaversitas Mester kurzusát.
2006-ban elvégezte a  HSC stábiskola kameraman szakát.
2011–2014 között a Színház- és Filmművészeti Egyetem kameraman BA szak hallgatója volt Máthé Tibor osztályában. 
2015–2017 között a Színház- és Filmművészeti Egyetem filmoperatőr művész szakán tanult szintén Máthé Tibor osztályában.

## Filmjei
- Panrásav (2007) − operatőr
- Természetfilm (2007) − operatőr
- Lakástalkshow (2012) − operatőr
- Nekem Budapest (2013) − "b" kamera
- Fasírt (2013) − operatőr
- Marika nem cica (2013) − operatőr
- Édes otthon (2014) − operatőr
- Boglárka (2015) − operatőr
- Így készült a Félvilág (2015) − operatőr
- Kút (2016) − videó asszisztens
- Pogány tavasz /Pagan Spring/ (2016) − operatőr
- Aurora Borealis: Északi fény (2017) − werk video
- A hentes, a kurva és a félszemű (2017) − 2nd unit operatőr
- Asszonyok lázadása (2017) − b kamera
- Nem történt semmi  (2017) − operatőr
- Buszsofőr (2018)  − operatőr
- Casting  (2018)  − operatőr
- Pesti balhé (2020) − operatőr
- Ida regénye (2022) − operatőr
- Háromezer számozott darab (2022)
- Ma este gyilkolunk (2023) − operatőr

## Díjai
- Berlini Médiafesztivál Berlin Arany csapó díj (1998)
- Up and Coming festival Hannover - Fődíj (2000)
- Grado - Italy -  20 év alatti fiatalok nemzetközi fesztivál - fődíj (2001)
- Oroszlánköröm díj (2002)
- HSC Aranyszem fesztivál – Honorable Mention (2013)
- Kodak nemzetközi ösztöndíj (2014)
- SWIKOS – Swedish short festival – Best Camera (2016)
- Kovács László és Zsigmond Vilmos Magyar Operatőr Díj (2018)
- Zsigmond Vilmos Filmfesztivál - Honorable mention (2018)
- IMAGO International Awards - Best Cinematography (2019)
- Sára Sándor-díj (2023)